# Juhani Tamminen

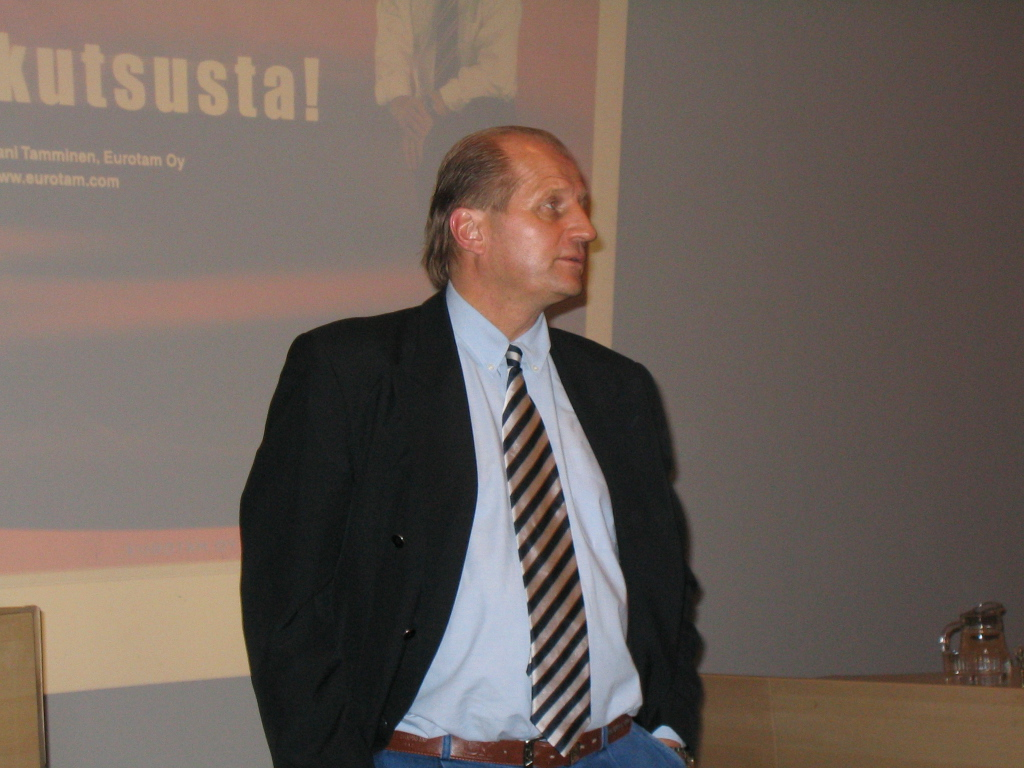
Juhani Tamminen

Juhani Tamminen, född 26 maj 1950 i Åbo, är en meriterad finländsk ishockeyspelare och -tränare.

## Tränarkarriär
- TPS 1985–1988, FM-ligan. Placering fjärde, fjärde och femte.
- HC Sierre 1988-1990, Schweiz B-Liga
- HC Sierre 1990-1991, Schweiz A-Liga, Placering 9/10.
- Schweiz B-landslag 1989–1990
- Schweiz A-landslag 1991–1992
- Sundsvall/Timrå Hockey 1992-1993, division 1 norra.
- TuTo Hockey, Jääkiekon I. divisioona 1993–1994 (Laget steg till Fm-Ligan)
- Frankrikes A-Landslag 1994–1997
- Porin Ässät 1997–1998, Fm-Ligan.
- Oulun Kärpät 1998-2000, 1 division. Kärpät föll i kvalspelet mot Tuto året 1998-1999. Men steg tillbaka till ligan 1999-2000.
- Oulun Kärpät 2000-2001, Fm-Ligan
- 2001–2003 (Fungerade som Björneborgs laget Ässäts VD)
- Vasa Sport 2004–2006, Mestis. Säsongen 2004-2005 förlorade Sport Mestisfinalen mot KalPa med matcherna 0-3. Mitt i säsongen 2005-2006 flyttade Tamminen till Schweiz laget Zürich Lions.
- Zürich Lions 2005–2006, Schweiz A-Liga.
- Vasa Sport 2007–2009, Mestis. Tränaren Mikko Manner fick sparken och Juhani Tamminen tog över i december 2007. Den första säsongen tillbaka i Vasalagets bås blev inte så lyckad. I kvartsfinalen mot Jukurit ledde Sport med 2-1 i matcher, men förlorade de två följande matcherna och gick inte vidare. Bättre gick det säsongen 2008-2009. Efter en andra plats i grundserien, säkrade Sport sin första Mestistitel efter segrar över D Team (3-0 i matcher), Hokki (3-2) och Jokipojat (3-1). Framgången i slutspelet innebär att Sport fick kvala om en plats i FM-ligan mot Ässät. I ligakvalet i bäst av sju matcher ledde Sport med 3-2 i matcher och hade möjlighet att säkra en plats i FM-ligan hemma i Vasa. Matchen gick till förlängning men Ässät tvingade fram ett skiljemöte. I det var Ässät bättre och vann med 3-0. Därmed fortsätte Sport i Mestis också säsongen 2009-2010.